# Oława
Oława [ɔˈwava] (deutsch Ohlau) ist eine Stadt in der Woiwodschaft Niederschlesien in Polen. Sie ist Kreissitz des Powiat Oławski, bildet eine eigene Stadtgemeinde und ist zudem Sitz der Landgemeinde. Seit 1348/1349 war die Stadt Residenzstadt des Herzogtums Ohlau, das bis 1675 von den Schlesischen Piasten regiert wurde.

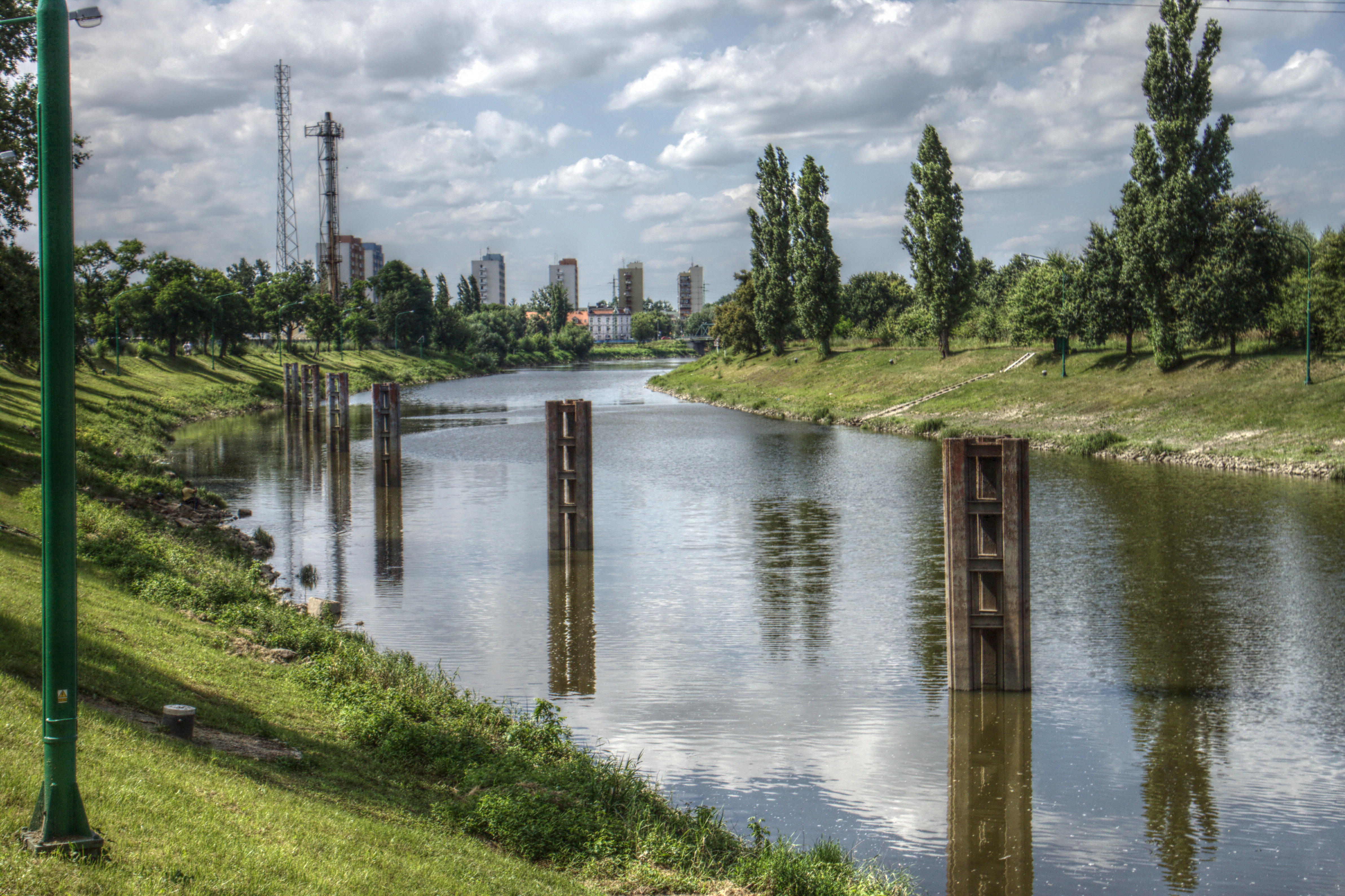
Die Oder in Oława

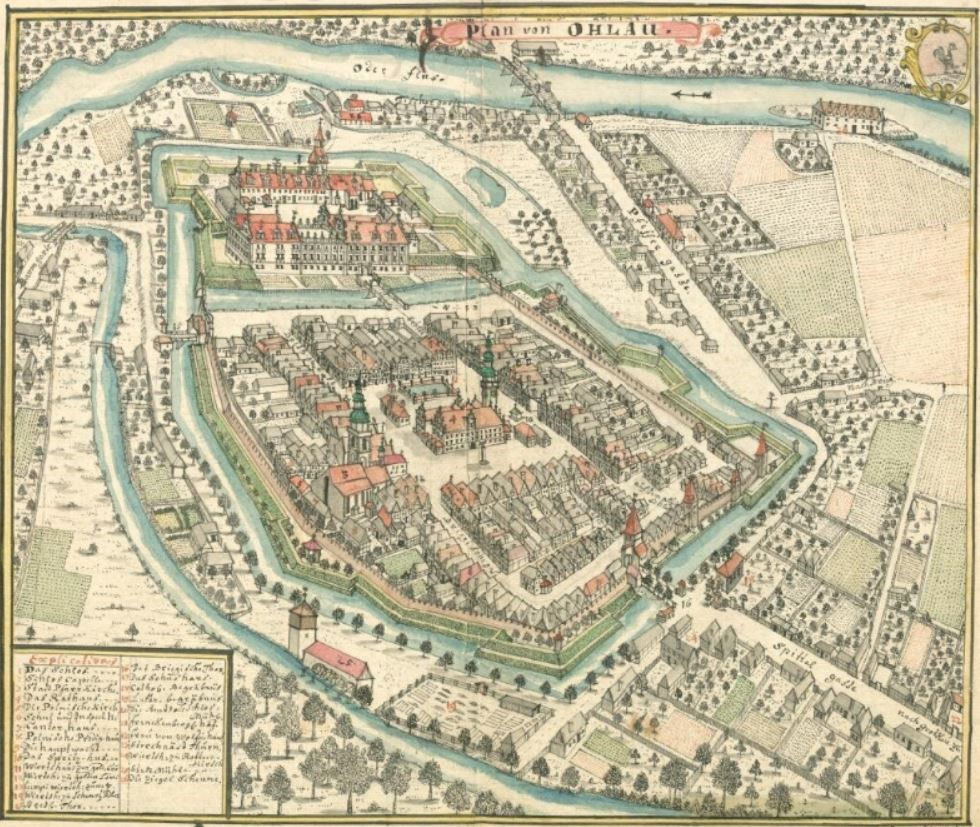
Ohlau mit Stadtbefestigung – Zeichnung Mitte des 18. Jahrhunderts

## Geographie

### Geographische Lage
Die Stadt Oława liegt in Niederschlesien, etwa 35 Kilometer südöstlich von Breslau sowie 17 Kilometer nordwestlich von Brieg. Oława liegt zwischen den Flüssen Ohle (Oława) und Oder. Der Ort liegt in der Nizina Śląska (Schlesische Tiefebene) innerhalb der Pradolina Wrocławska (Breslauer Urstromtal).

### Stadtteile
- Nowy Górnik (Neubergel)
- Nowy Otok (Neuottag)
- Przemysłowa
- Osiedle Sobieskiego (Baumgarten)
- Osiedle Chrobrego
- Oława Północ (Ohlau Nord)
- Oława Południe (Ohlau Süd)
- Oława Zachód (Ohlau West)
- Stare Miasto (Altstadt)
- Śródmieście (Innenstadt)
- Zaodrze (Odervorstadt; bis 1945 Klein Thiergarten)

## Geschichte

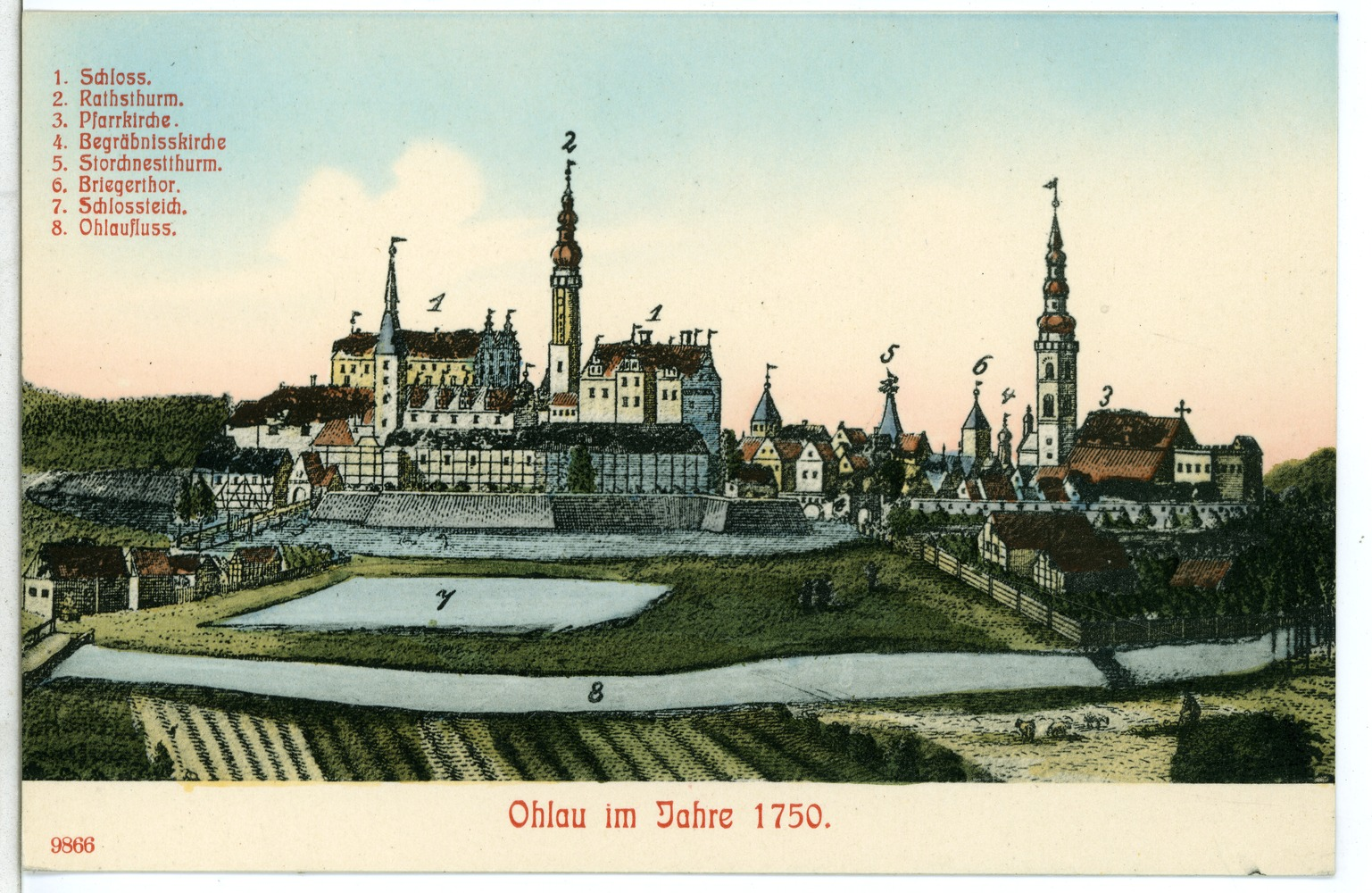
Ohlau um 1750

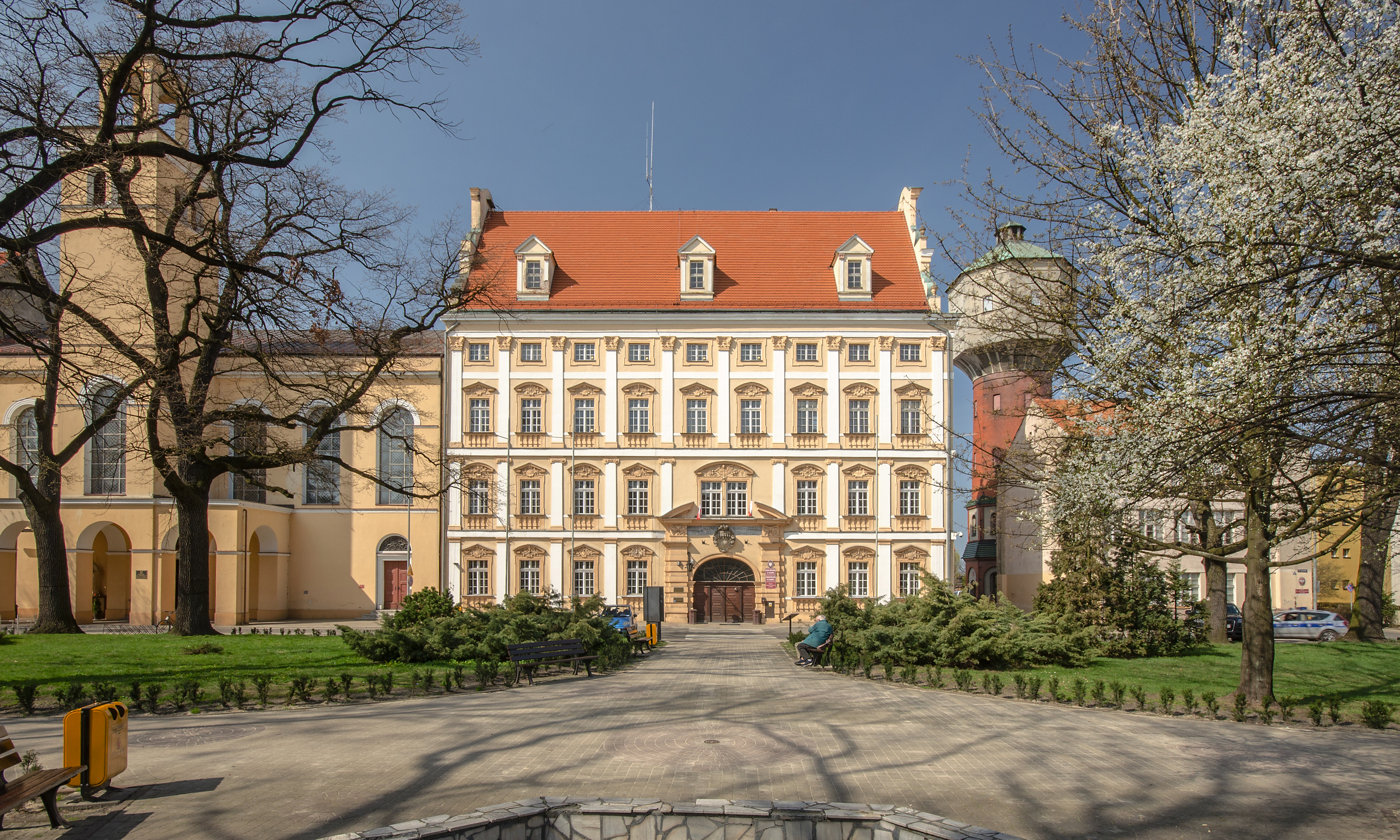
Luisenbau aus dem 17. Jahrhundert, das letzte Fragment des Ohlauer Schlosses.

### Mittelalter und Frühe Neuzeit
Die erste Erwähnung „Ohlaw“ ist für das Jahr 1149 belegt. Sie findet sich in einem Dokument, das die Schenkung der altslawischen Siedlung Olava an die Abtei St. Vinzenz in Breslau bestätigt. Im Jahre 1206 gelangte Ohlau im Tausch gegen Hundsfeld an Herzog Heinrich I. von Schlesien, der die Stadt im Zuge der deutschen Ostsiedlung besiedeln ließ und ihr 1234 das Neumarkter Recht verlieh. 1241 wurde Ohlau durch die Mongolen vernichtet. Nach dem Neuaufbau war es ab 1282 Sitz einer Kastellanei. Der charakteristische Hahn als Wappentier soll auf wallonische Weber zurückgehen, die sich damals in der Gegend niedergelassen hatten.
Zusammen mit dem Herzogtum Brieg, zu dem es damals gehörte, gelangte Ohlau 1327 als ein Lehen an die Krone Böhmen, was 1335 mit dem Vertrag von Trentschin bestätigt wurde. 1338 erwarb Ohlau das Privileg des Salzverkaufs und des Salzzolls, und für 1361 sind die Zünfte der Weber, Bäcker, Schuster und Fleischer belegt. 1362 kaufte die Stadt die Erbvogtei, 1364 das Marktrecht. 1370 erlangte sie das Recht, weitere Krambuden, einen Tuchscherladen sowie ein Waaghaus errichten zu dürfen und Ende des 14. Jahrhunderts die Obergerichtsbarkeit. Während der Hussitenkriege wurde es vernichtet. Seit 1534 konnte sich die Reformation ausbreiten, die von den regierenden Herzögen unterstützt wurde. 1544 wurde die erste Brücke über die Oder errichtet und 1588 raffte eine Pestepidemie weite Teile der Bevölkerung dahin. Im 16. und 17. Jahrhundert erlebte Ohlau in wirtschaftlicher Hinsicht eine Blütezeit, die durch den Dreißigjährigen Krieg unterbrochen wurde. Nachdem sich der kaiserliche General Hans Ulrich von Schaffgotsch im November 1633 vor der Verfolgung durch Schweden und Sachsen nach Ohlau abgesetzt hatte und am 24. Februar 1634 verhaftet wurde, ließ sein Nachfolger beim Herannahen der Feinde Ohlau anzünden. Soweit die Bevölkerung nicht schon vorher geflohen war, zog sie sich auf das Schloss zurück.

### Vom Ende der Piasten-Dynastie bis 1945

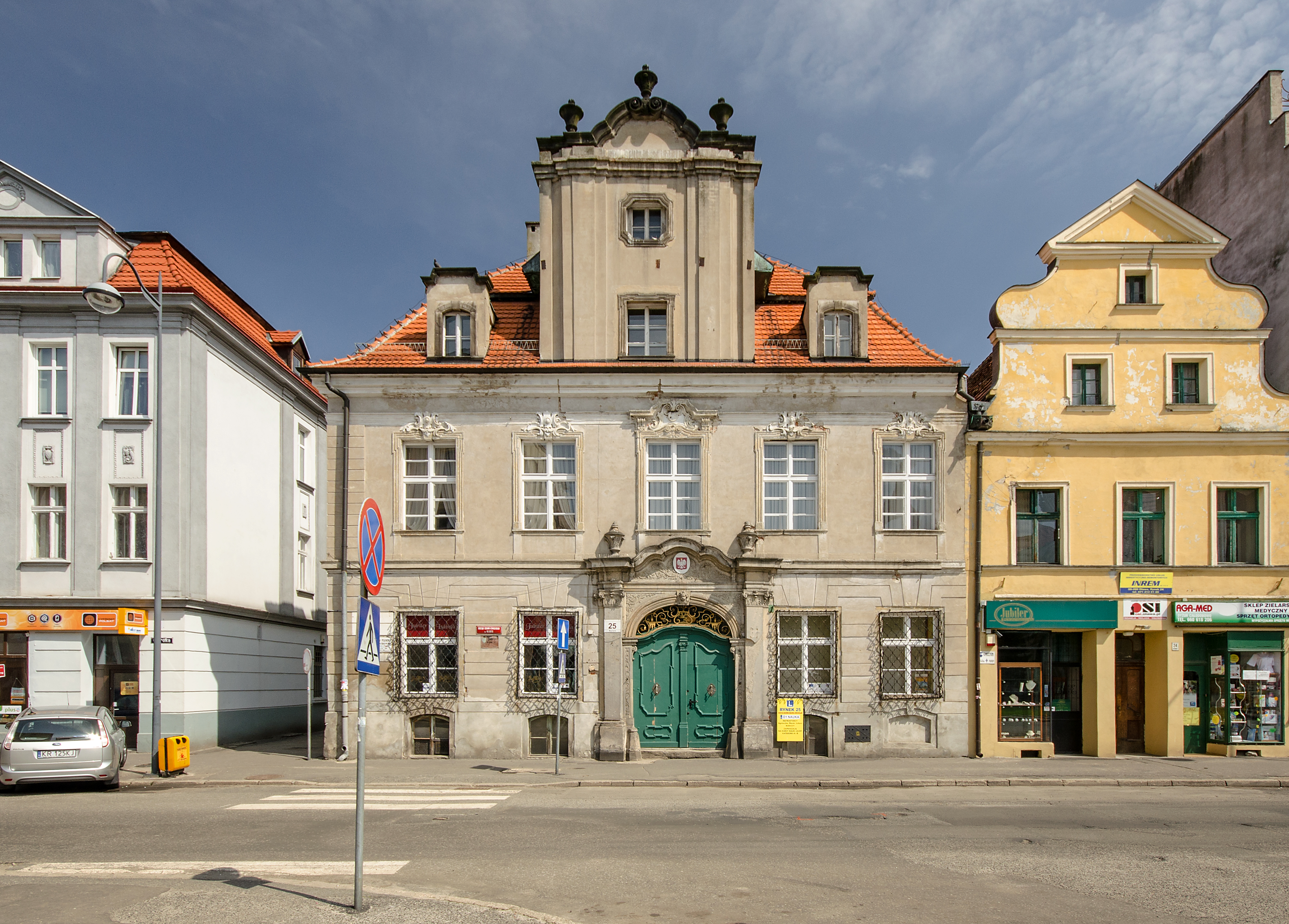
Das Gebäude der ehemaligen Apotheke (Ring Nr. 25) stammt ebenfalls aus dem 17. Jahrhundert

Mit dem Tod des Herzogs Georg Wilhelm I., mit dem das Geschlecht der Schlesischen Piasten 1675 erlosch, gelangte Ohlau zusammen mit dem Herzogtum Ohlau durch Heimfall an die Krone Böhmen, die seit 1526 die Habsburger innehatten. 1691 verpfändete Kaiser Leopold I. in seiner Eigenschaft als König von Böhmen Stadt und Herrschaft Ohlau seinem Schwager Jakob Ludwig Sobieski, der mit Hedwig Elisabeth Amelia von Pfalz-Neuburg verheiratet war. Auf seine Veranlassung wurde 1706 vor dem Brieger Tor die katholische Rochuskapelle erbaut. Nach seinem Tod 1737 fiel Ohlau wiederum an den böhmischen Landesherrn.
Nach dem Ersten Schlesischen Krieg fiel die Stadt 1742 an Preußen. Die in den Schlesischen Kriegen beschädigten Befestigungen wurden später abgetragen. 1816 wurde Ohlau Kreisstadt des Landkreises Ohlau im Regierungsbezirk Breslau. In Ohlau war die Garnison der Schill-Husaren untergebracht. Im 18. und 19. Jahrhundert erlebte Ohlau einen wirtschaftlichen Aufschwung und wurde zu einem Zentrum des Tabakanbaus. Im Jahr 1842 wurde die erste Eisenbahn Schlesiens (und damit des heutigen Polens) zwischen Ohlau und Breslau eröffnet.

### 1945 bis heute

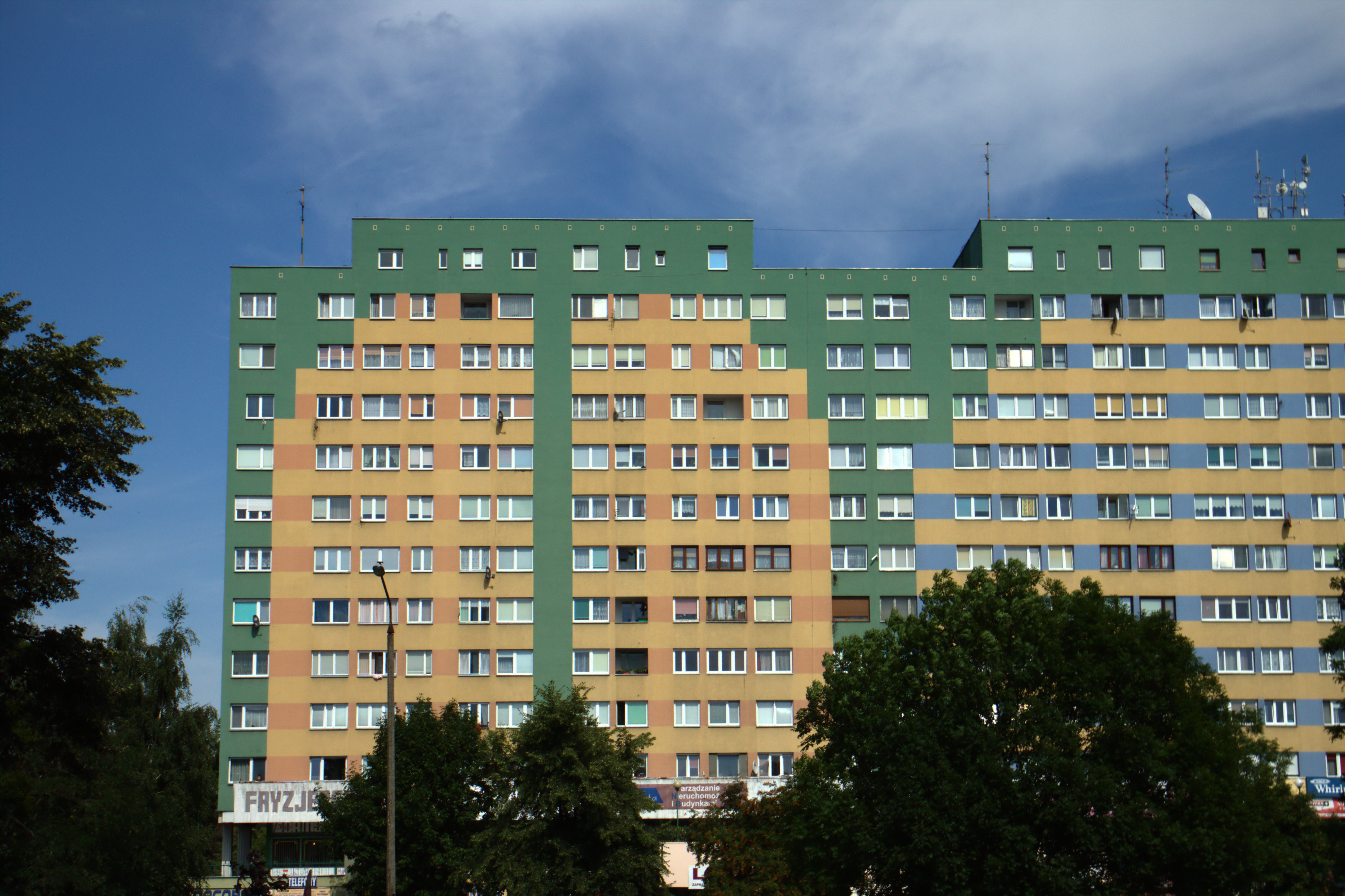
Sozialistischer Wohnungsbau in Oława

Nach dem Zweiten Weltkrieg war Ohlau etwa zur Hälfte zerstört. Die Stadt wurde von der sowjetischen Besatzungsmacht unter polnische Verwaltung gestellt. Die deutsche Stadt erhielt den polnischen Namen Oława. Die einheimische deutsche Bevölkerung wurde nahezu vollständig von der örtlichen polnischen Verwaltungsbehörde vertrieben. Erst um die Mitte der 1960er Jahre wurde wieder die Einwohnerzahl der Vorkriegszeit erreicht. Dabei wurden in der Stadt großenteils Aussiedler aus Gebieten östlich der Curzon-Linie angesiedelt, die in diesen an die Sowjetunion gefallenen sogenannten Kresy-Gebieten polnischen Minderheiten angehört hatten. Die Gegend hatte 1950 mit 68,4 % den höchsten Anteil polnischer Aussiedler aus den Kresy-Gebieten an der Gesamtbevölkerung in Schlesien. Es folgte ein starkes Wachstum der Stadt und der Bau neuer (Plattenbau-)Wohnsiedlungen. Bis 1992 war Oława Standort einer Garnison der Sowjetischen Streitkräfte.
Ende Juli 2022 wurden in Oława an den Ufern der Oder erstmals tote Fische entdeckt. Am 1. August 2022 informierte Bürgermeister Tomasz Frischmann 18 Behörden (vom Fischereiverband bis zum Umweltministerium Polens) und erhielt keine Antwort.

### Bevölkerungsentwicklung
| Jahr | Einwohner | Anmerkungen                                                                    |
| ---- | --------- | ------------------------------------------------------------------------------ |
| 1840 | 05.315    | ohne Garnison 4.706                                                            |
| 1854 | 06.500    | [ 10 ]                                                                         |
| 1875 | 07.947    | [ 11 ]                                                                         |
| 1880 | 08.395    | [ 11 ]                                                                         |
| 1885 | 08.575    | [ 12 ]                                                                         |
| 1890 | 08.632    | davon 5.611 Evangelische, 2.872 Katholiken und 146 Juden                       |
| 1905 | 08.575    | [ 13 ]                                                                         |
| 1910 | 09.037    | [ 14 ]                                                                         |
| 1925 | 11.412    | davon 7.628 Evangelische, 3.568 Katholiken, sieben sonstige Christen, 53 Juden |
| 1933 | 12.267    | davon 8.342 Evangelische, 3.633 Katholiken, kein sonstiger Christ, 38 Juden    |
| 1939 | 12.414    | davon 8.426 Evangelische, 3.679 Katholiken, zwölf sonstige Christen, 18 Juden  |
| 1945 | 5.782     | [ 15 ]                                                                         |
| 1995 | 31.877    | [ 16 ]                                                                         |
| 2000 | 31.045    | [ 16 ]                                                                         |
| 2005 | 30.903    | [ 16 ]                                                                         |

## Politik

Flagge von Oława mit Wappen

### Wappen
Das Wappen der Stadt Ohlau zeigt einen nach links gewendeten silbernen Hahn auf rotem Schild. In dieser Form taucht die Darstellung erstmals 1334 in einem Stadtsiegel auf.

### Städtepartnerschaften
Die Stadt Oława unterhält mit folgenden Städten Partnerschaften:
- Solotschiw (Ukraine)
- Oberasbach (Deutschland) seit 1944
- Česká Třebová (Tschechien)
- Sighetu Marmației (Rumänien)
- Priolo Gargallo (Italien)

## Sehenswürdigkeiten

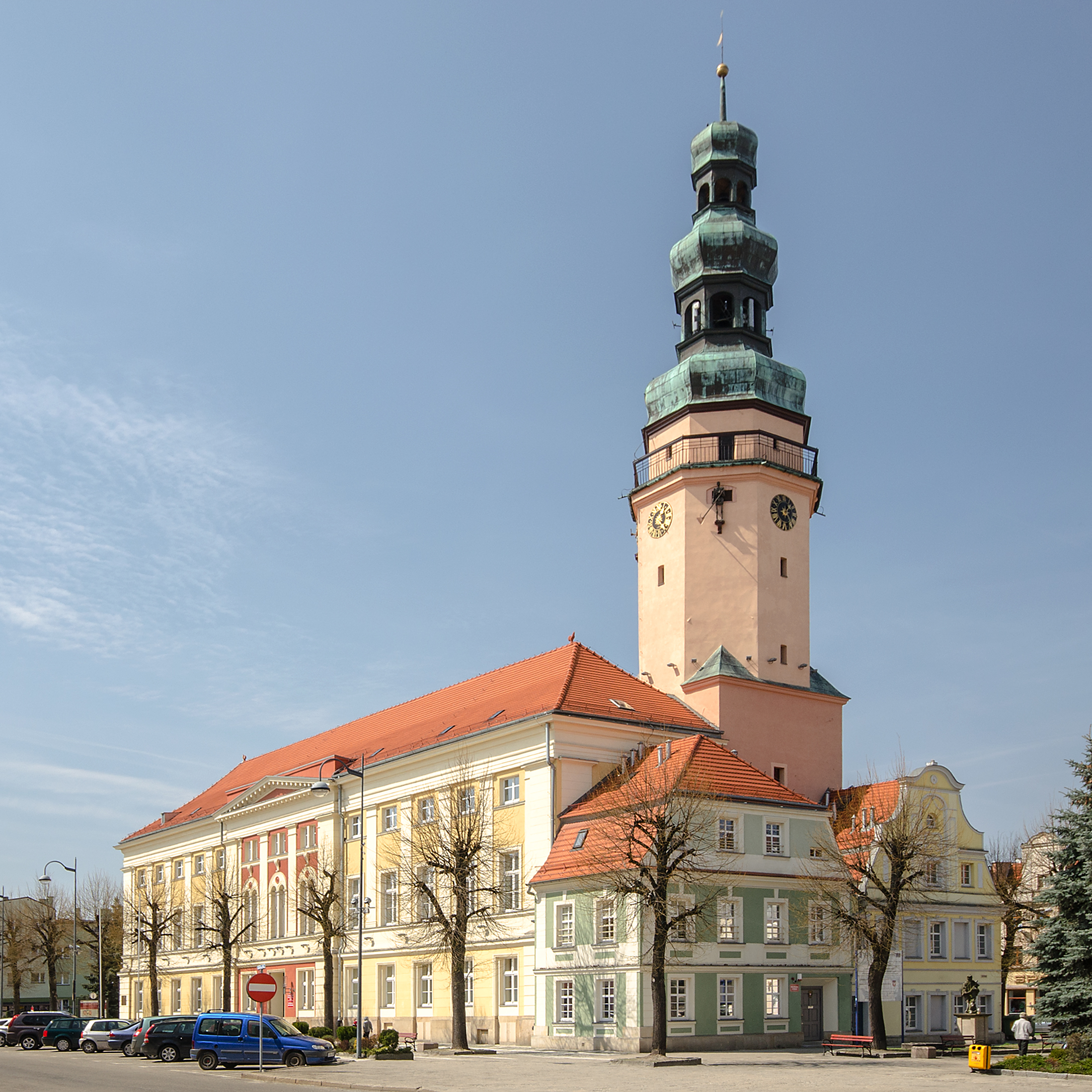
Rathaus.

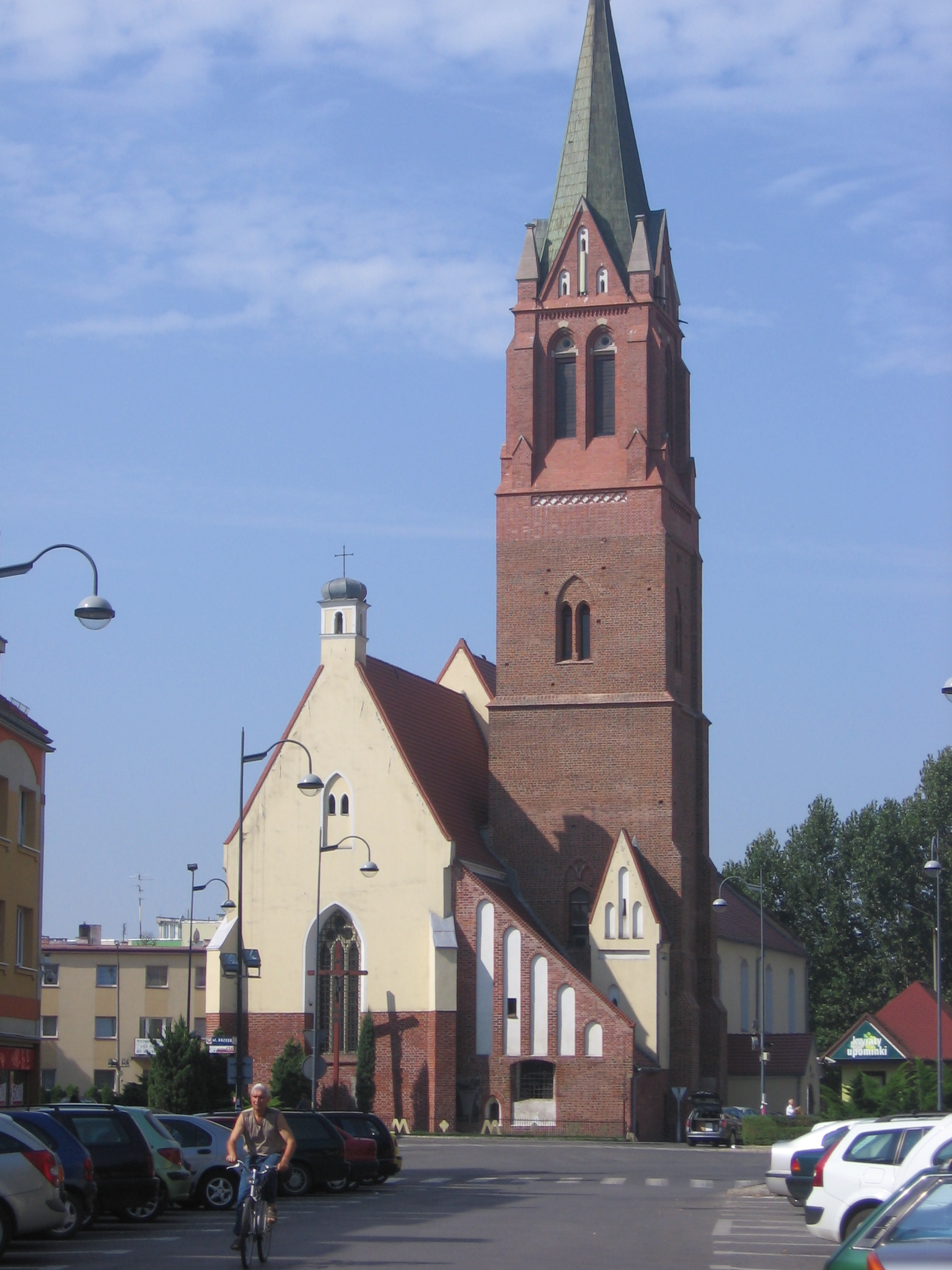
Stadtpfarrkirche.

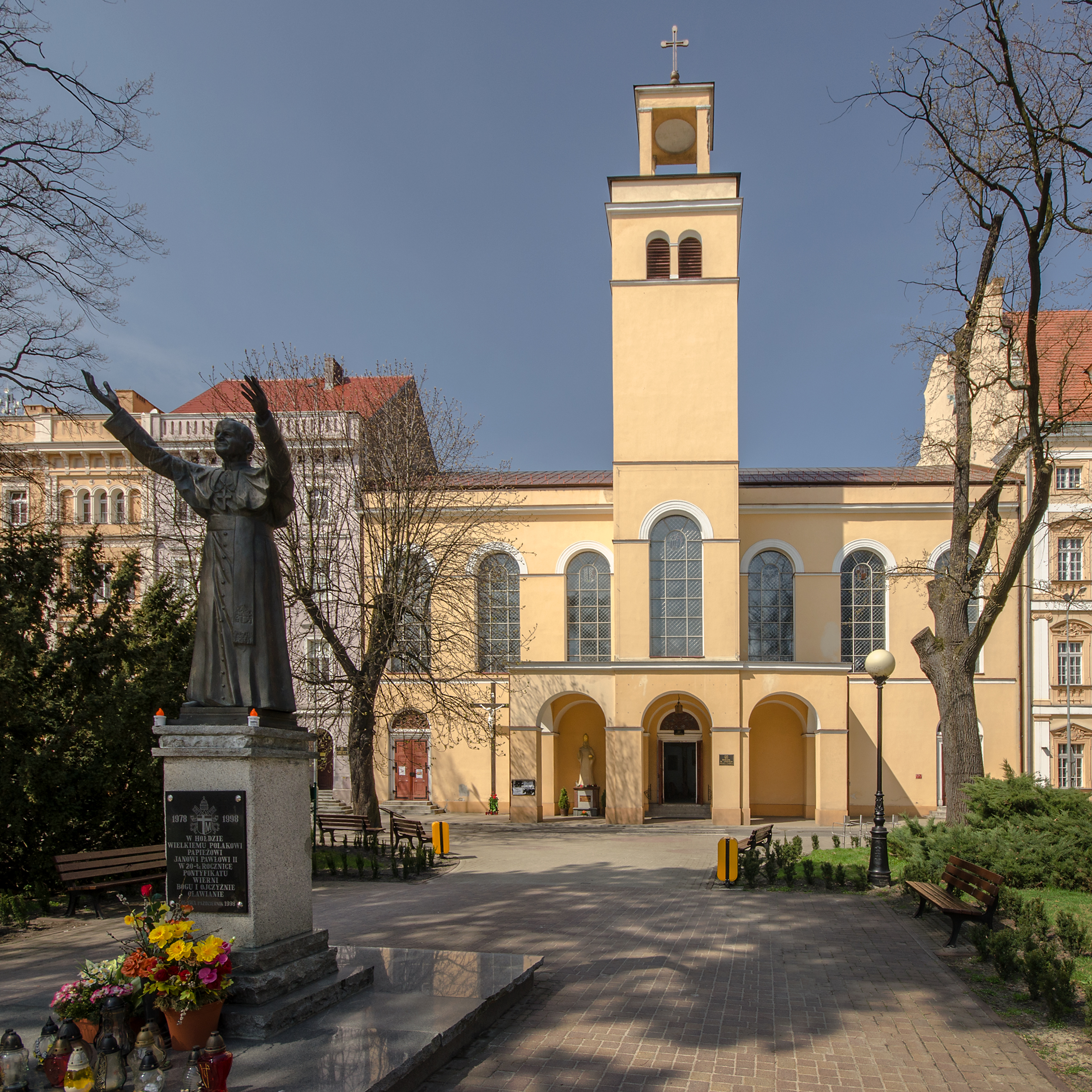
St.-Peter-und-Paul-Kirche.

Trotz der Schäden Ohlaus im Zweiten Weltkrieg, des zweckmäßigen Wiederaufbaus nach dem Krieg mit Wohnblöcken im sozialistischen Stil und des späteren Verfalls der Stadt konnte sich einiges der historischen Bebauung erhalten. So finden sich heute besonders an der Nordost- und Westseite des Rings sowie der ul. Wrocławska sehenswerte historische Bürgerhäuser, wie der Barockbau der Apotheke, der heute das Standesamt beherbergt.

### Rathaus
Der älteste erhaltene Teil des Rathauses ist der von 1637 bis 1668 errichtete Turm mit seinem charakteristischen Turmhelm. Am Turm befindet sich eine wertvolle Uhr aus dem Jahre 1728, dort ist der Tod von Ohlau angebracht, eine sensenschwingende Skelettfigur. Weitere bewegliche Figuren sind der Herrscher der Zeit sowie ein Hahn, der eine Henne jagt. Außerdem findet sich dort eine Monduhr. Der Rathausbau selbst ist spätklassizistisch und wurde von 1823 bis 1830 nach Plänen des preußischen Architekten Karl Friedrich Schinkel erbaut.

### Kirche Unsere Liebe Frau vom Trost
Die Kirche Unsere Liebe Frau vom Trost (poln. Kościół Matki Boskiej Pocieszenia, bis 1945 Evangelische Stadtpfarrkirche) wurde 1201 erstmals erwähnt. Der gotische Chor wurde um 1300 vollendet und im 15. Jahrhundert mit einem Sterngewölbe überwölbt, das Kirchenschiff wurde von 1587 bis 1589 als dreischiffige Pseudobasilika errichtet. Insgesamt erstreckt sich die Kirche über fünf Joche im Langhaus und zwei Joche im niedrigeren Chor und ist 50 m lang und 30 m breit. Nach schweren Zerstörungen im Dreißigjährigen Krieg 1634 wurde die Kirche in den Jahren 1691 und 1692 wiederaufgebaut. Der Kirchturm erlitt 1881 infolge eines Blitzschlags schwere Schäden, der barocke Turmhelm wurde dabei zerstört. 1886 wurde der Turm im neugotischen Stil auf eine Höhe von 62 m aufgestockt. Trotz der bewegten Vergangenheit konnte sich in der Kirche eine sehenswerte Innenausstattung erhalten: Neben einigen Renaissance-Epitaphen verdienen die Renaissance-Kanzel sowie die barocke Orgel Beachtung, der Hauptaltar ist neugotisch. Von 1534 bis 1699 und 1707 bis 1945 war die Kirche evangelisch (Pfarrkirche St. Blasius und Speratus), seit 1945 ist sie nach Flucht und Vertreibung der deutschen Bevölkerung wieder katholisch (Stadtpfarrkirche Maria Trost).

### Ohlauer Schloss
Das Schloss Ohlau am Schlossplatz wurde im 14. Jahrhundert von Herzog Ludwig II. († 1436) von Liegnitz-Brieg als Ersatz für die in den Hussitenkriegen zerstörte Burg am anderen Ende der Stadt errichtet. Das heutige Schloss besteht nur aus dem Luisenbau, der unter Herzog Joachim Friedrich und später seiner Frau Luise von Anhalt von 1659 bis 1680 vom Architekten Carlo Rossi im barocken Stil erbaut wurde. Ihre Wappen konnten sich am Gebäude erhalten. Der Rest des Schlossareals wurde zwar im 18. Jahrhundert vom damaligen Pfandherrn Jakob Louis Heinrich Sobieski nochmals umgestaltet, verfiel aber nach seinem Tod und wurde im 19. Jahrhundert teilweise abgerissen. Nach dem Zweiten Weltkrieg wurde der Luisenbau renoviert und darin die Stadtverwaltung untergebracht.

### Kirche St. Peter und Paul
Direkt neben dem Schloss steht die katholische Pfarrkirche St. Peter und Paul. Sie wurde 1833 bis 1835 anstelle des verfallenen Christianbaus des Schlosses nach Plänen Schinkels errichtet. Nach einem Brand wurde sie 1927 in modernen Formen wiederaufgebaut.

### Rochuskirche

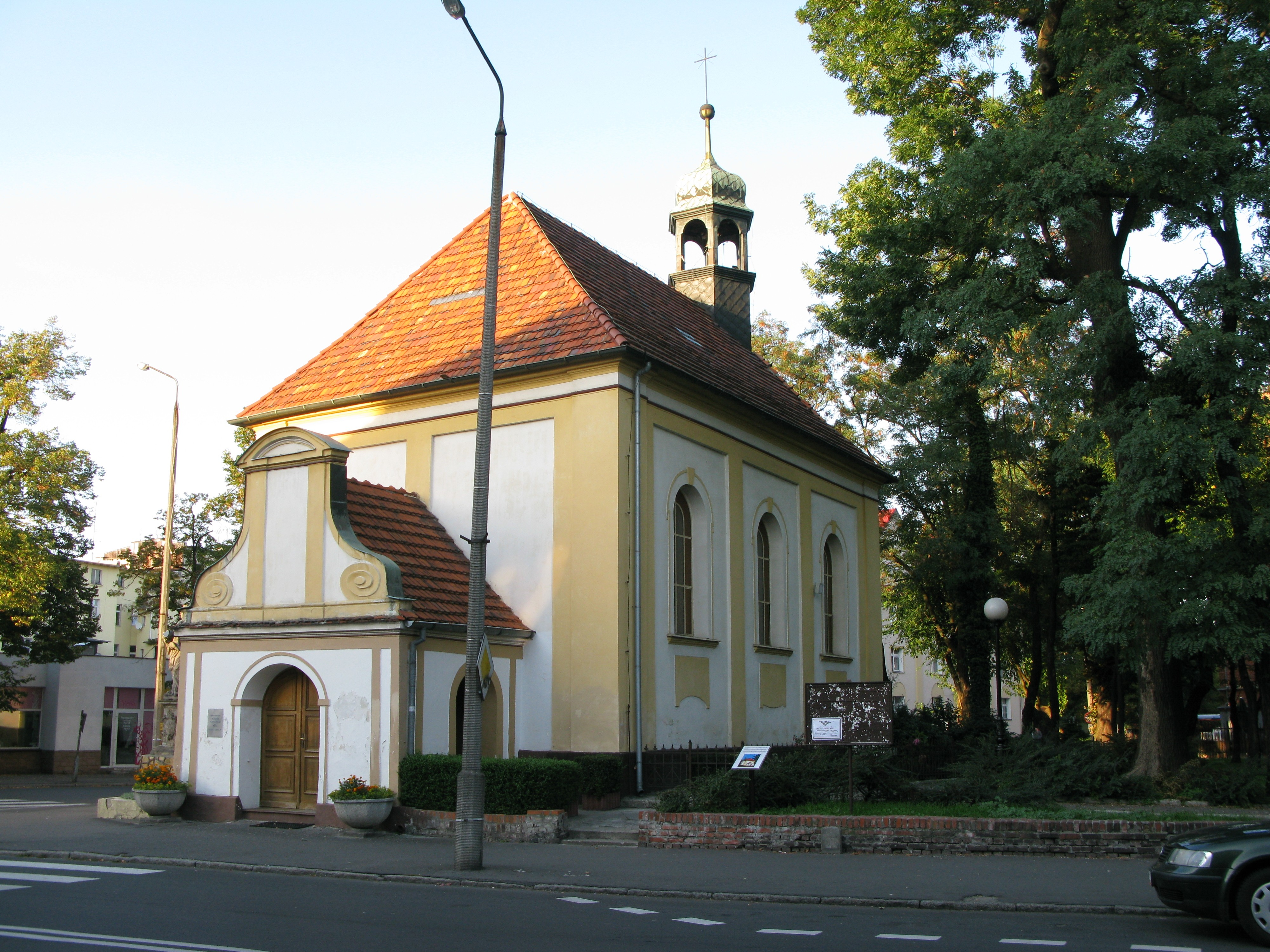
Rochuskirche

Die römisch-katholische Rochuskirche (polnisch Kościół św. Rocha) wurde zwischen 1602 und 1604 als Friedhofskapelle errichtet. 1707 erfolgt ein Umbau im barocken Stil.

### Weitere Sehenswürdigkeiten
- Rechteckiger Ring mit Bebauungen aus dem 17. bis 20. Jahrhundert
- Schlosspark
- Stadtpark
- Plac Piłsudskiego (bis 1945 Friedrichsplatz)
- Gerichtsgebäude an der ul. 11 Listopada
- Nepumukstatue

## Verkehr

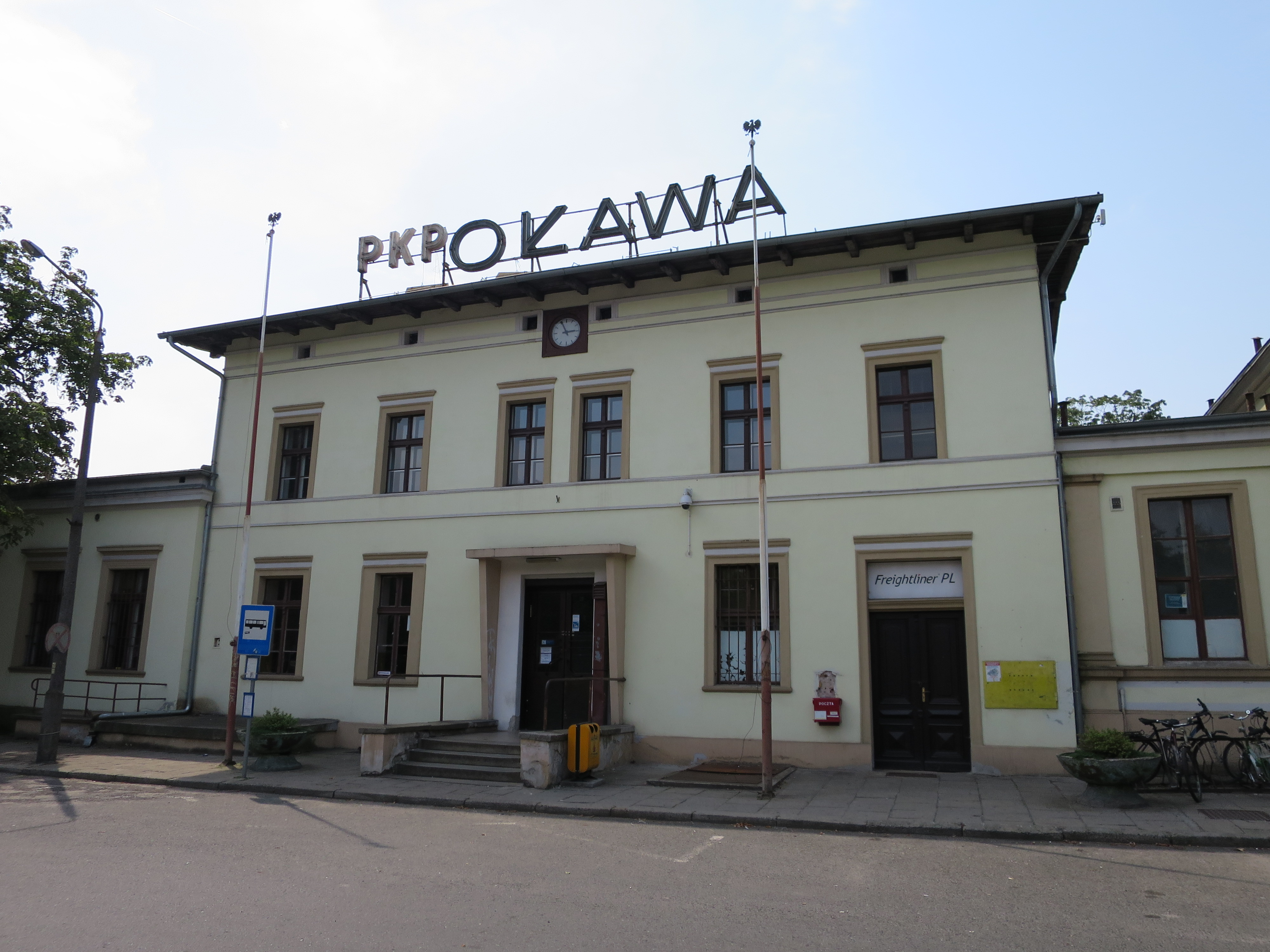
Bahnhofsgebäude (Aufnahme 2015).

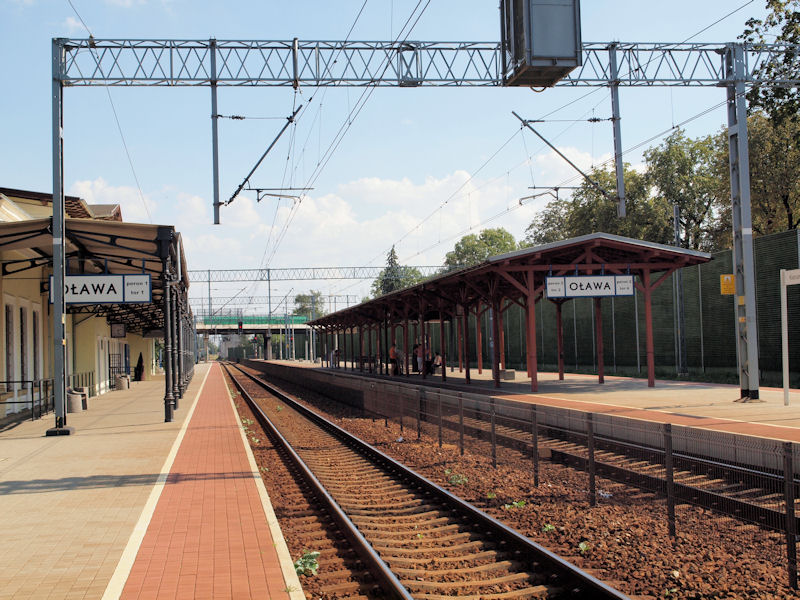
Bahnsteig.

### Eisenbahn- und Busverkehr
Der Fernverkehrsbahnhof Oława liegt an der Bahnstrecke Bytom–Wrocław. Die frühere Ohlauer Kleinbahn wird nicht mehr betrieben.

### Straßen
Durch Oława führen mehrere überörtliche Straßen, darunter die Landesstraße Droga krajowa 94 sowie die Woiwodschaftsstraße DW 396. Auf der rechten Oderseite beginnt die DW 455 in Richtung Breslau.

## Persönlichkeiten

### Söhne und Töchter des Ortes
- Johann Christian von Liegnitz-Brieg (1591–1639), Herzog von Brieg, Liegnitz, Wohlau und Ohlau
- Christian von Liegnitz-Brieg (1618–1672), Herzog von Brieg, Liegnitz, Wohlau und Ohlau
- Georg Wilhelm I. von Liegnitz-Brieg (1660–1675), letzter Herzog von Brieg, Liegnitz, Wohlau und Ohlau
- Maria Clementina Sobieska (1702–1735), polnische Prinzessin
- Ernst Gottlob Jäkel (1788–1840), deutscher Pädagoge und Philologe
- Ernst Heinrich Leopold Richter (1805–1876), Komponist und Musikpädagoge
- Johann Baptist Alzog (1808–1878), katholischer Theologe und Kirchenhistoriker
- Alexis Langer (1825–1904), deutscher Baumeister der Neugotik
- Friedrich Haver (1843–1889), Papierfabrikant, Inhaber der Papierfabrik Ohlau-Thiergarten
- Walther von Wrochem (1848–1907), preußischer Generalmajor
- Alfred Pringsheim (1850–1941), Mathematiker und Kunstsammler, Schwiegervater Thomas Manns
- Otto Fiebach (1851–1937), Organist, Komponist und Musikdirektor in Königsberg
- Hermann Eberhard (1852–1908), Abenteurer und Kapitän
- Max Kolde (1854–1889), Architekt und Hochschullehrer
- Hermann Leber (1860–1940), Politiker (SPD), Thüringer Landtags- und Reichstagsmitglied
- Carl Herlitz (1867–1939), Gründer des Familien-Unternehmens Herlitz
- Georg Dettmar (1871–1950), Ingenieur und Hochschullehrer
- Bernhard Lichtenberg (1875–1943), katholischer Priester im Widerstand gegen den Nationalsozialismus
- Leopold Lichtwitz (1876–1943), Arzt
- Alfred Gellhorn (1885–1972), deutsch-jüdischer Architekt
- Conrad Prange (1887–1946), Landrat im Freistaat Preußen
- Egon Brosig (1889–1961), Schauspieler und Sänger
- Annemarie von Puttkamer (1891–1983), deutsche Schriftstellerin und Übersetzerin
- Konrad Hahm (1892–1943), deutscher Volkskundler
- Bernd Eistert (1902–1978), Chemiker
- Heinz-Andreas Ehm (1920–1985), Schauspieler und Intendant
- Lothar Wenzel (1924–1983), Diplomat, von 1972 bis 1975 erster Botschafter der DDR in Bangladesch
- Dieter Weintritt (1935–2023), Geophysiker
- Jürgen Weber (* 1936), Maler und Grafiker
- Tom Witkowski (* 1937), deutscher Schauspieler, Regisseur und Dozent
- Hans Kloss (1938–2018), Maler und Grafiker
- Hans-Georg Specht (* 1940), Oberbürgermeister von Mülheim an der Ruhr
- Roman Kaczor (* 1956), Politiker
- Tadeusz Wolsza (* 1956), Historiker
- Marek Wrona (* 1966), Radrennfahrer
- Adam Wójcik (1970–2017), Basketballspieler
- Paweł Mykietyn (* 1971), Komponist
- Grzegorz Kleszcz (* 1977), Gewichtheber
- Szymon Kołecki (* 1981), Gewichtheber
- Maciej Bodnar (* 1985), Radsportler
- Konrad Forenc (* 1992), Fußballspieler

### Weitere mit der Stadt verbundene Persönlichkeiten
- Jakob Louis Heinrich Sobieski (1667–1737), polnischer Adliger und Thronprätendent auf den Thron Polen-Litauen, Stifter der Rochuskapelle
- Hedwig Elisabeth Amalia von der Pfalz (1673–1722), Prinzessin und Pfalzgräfin von Neuburg, lebte und verstarb in Ohlau
- Andreas Iwan von Witowski (1770–1847), preußischer Oberst, verstarb in Ohlau
- Friedrich Wilhelm von Seydlitz (1721–1773), preußischer Generalleutnant, verstarb in Ohlau
- Wilhelm Gemoll (1850–1934), deutscher Gymnasialdirektor und Altphilologe, besuchte das Ohlauer Gymnasium
- Joseph Ferche (1888–1965), deutscher Geistlicher, Ohlauer Pfarrer (1922 bis 1927)
- Franz Zdralek (1894–1970), Jurist und Politiker (SPD), von 1918 bis 1919 Referendar am Amtsgericht Ohlau
- Richard Peter (1895–1977), Fotograf
- Werner Steinberg (1913–1992), deutscher Schriftsteller, verbrachte ein Teil seiner Kindheit in Ohlau